# Аугмент
Аугме́нт (из лат. augmentum, «усиление», «увеличение», «наращение» (в свою очередь от лат. «augmentare» — «умножение»)) в лингвистике — префикс, который ставится в начале глаголов некоторых индоевропейских языков для образования временных форм прошедшего времени, таких как плюсквамперфект, имперфект и аорист. Аугмент используется в древнегреческом, армянском и фригийском, талышском языках, а также в индоиранских языках и санскрите. В индоевропеистике пока не определено, развился ли аугмент именно в этих индоевропейских языках или он существовал уже в протоиндоевропейском языке, а затем был утерян во всех развившихся из него языках, кроме вышеназванных.
Аугмент использовался не на всех этапах развития языков. В древнегреческом языке Гомера он использовался не всегда, причины чего неизвестны.

## Примеры
В греческом языке глагол λέγω (ле́го, «я говорю») образует имперфект έλεγα (э́лега), в древнегреческом ἔλεγον (э́легон, «я говорил»). Буква ε в первом слоге — это аугмент. Глаголы, начинающиеся на гласный, имеют так называемый удлиняющий аугмент. В таком случае первый гласный в слове удлиняется. Так, в древнегреческом аорист, образуемый из глагола ἀκούω (акоу́ō), пишется ἤκουσα (ḗкоуса). В современном греческом аугмент в аористе выпадает в этом глаголе: άκουσα (а́коуса).
Схожим образом образуется аугмент в санскрите, то есть путём прибавления слогового аугмента अ а. Так, имперфект от भवति bhavati «он есть» अभवत् abhavat «он был». У глаголов, начинающихся на гласный, начальный гласный удлиняется: vrddhi: имперфект от इच्छति icchati «он хочет» будет ऐच्छत् aicchat «он хотел».
В армянском языке аугмент встречается только в односложных словах, чтобы усилить их звучание, и не связан с образованием прошедшего времени. Пример: аорист первого лица ед. числа бери «я нёс» не имеет аугмента, но в третьем лице ед. числа e-бер «он нёс» появляется аугмент.